# فیلوش جنوبی
فیلوش جنوبی یا فیلوش ایتون (نام علمی: Anas eatoni) یک مرغابی خوش‌آوا از سردهٔ Anas است. این گونه به گروه‌های جزیره‌ای کرگولن و کروزت در جنوب اقیانوس هند محدود شده است. شبیه یک فیلوش شمالی است. این نام از کاشف و طبیعت‌شناس انگلیسی آلفرد ادوین ایتون گرفته شد. گونه‌های معرفی‌شده، به ویژه گربه‌های وحشی، که آن را شکار می‌کنند، به‌ویژه در طول پرریزی پس از زادآوری زمانی که توانایی پرواز ندارند، تهدید می‌شود.
از نوامبر تا مارس زادآوری می‌کند. آشیانه آن در چنبره یا چمن و خطوطی با خزه و کرک‌پر ساخته شده است.

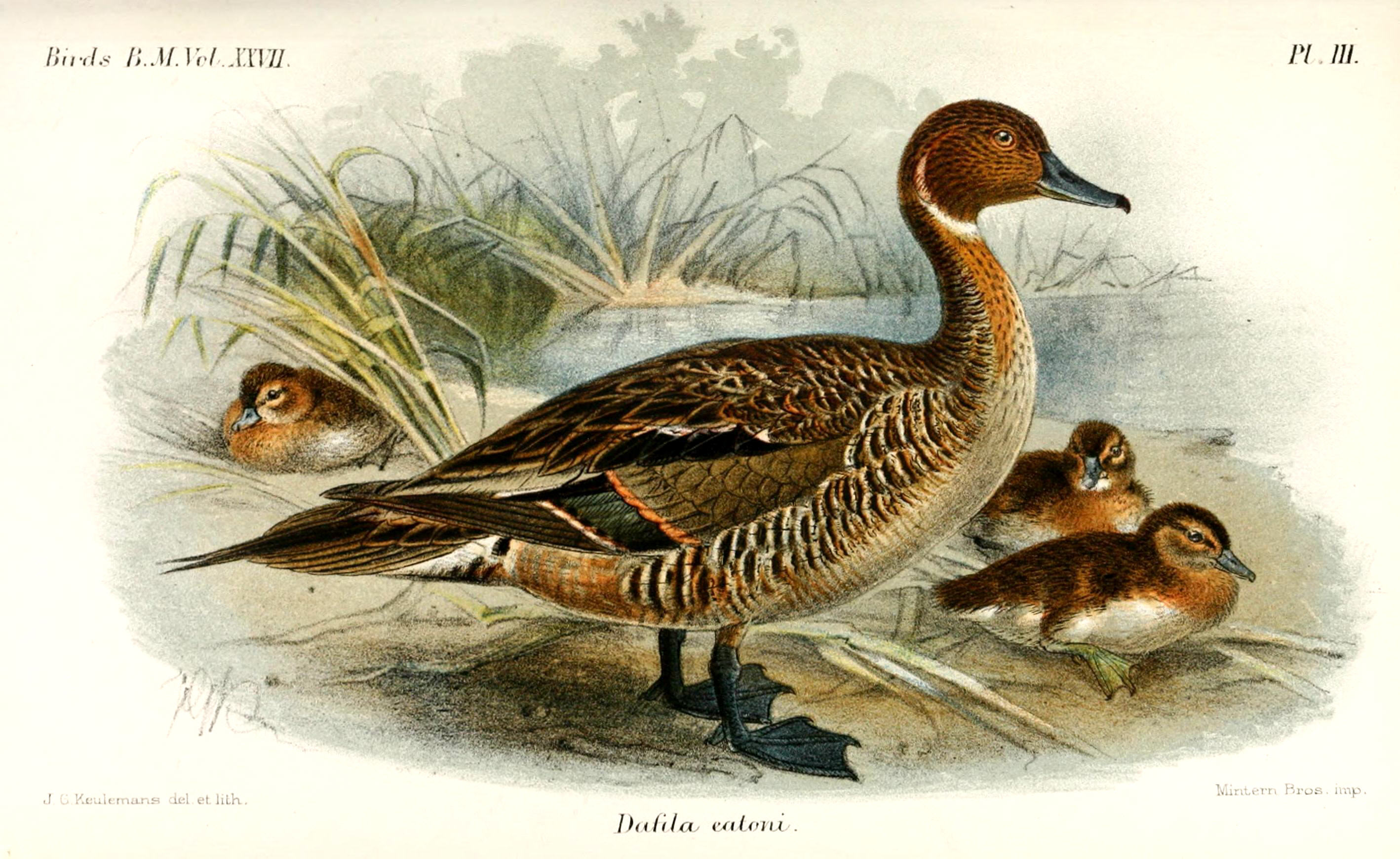
با جوجه‌ها، نگاره توسط Keulemans، ۱۸۹۵